# Tabanus tientsinensis
Tabanus tientsinensis är en tvåvingeart som beskrevs av Chainey 1990. Tabanus tientsinensis ingår i släktet Tabanus och familjen bromsar. Inga underarter finns listade i Catalogue of Life.